# Нижньосуєтська сільська рада
Нижньосує́тська сільська рада (рос. Нижнесуетский сельский совет) — колишнє сільське поселення у складі Суєтського району Алтайського краю Росії. Ліквідоване 2022 року у зв'язку з перетворенням Суєтського району в муніципальний округ.
Адміністративний центр — село Нижня Суєтка.

## Історія
2011 року ліквідована Ільїчівська сільська рада (селище імені Владіміра Ільїча), територія увійшла до складу Нижньосуєтської сільської ради.

## Населення
Населення — 1086 осіб (2019; 1384 в 2010, 1790 у 2002).

## Склад
До складу сільської ради входять:
| Населений пункт                | Населення, осіб (2002) | Населення, осіб (2010) |
| ------------------------------ | ---------------------- | ---------------------- |
| імені Владіміра Ільїча, селище | 284                    | 164                    |
| Нижня Суєтка, село             | 1142                   | 985                    |
| Сибірський Гігант, селище      | 228                    | 161                    |
| Ціберманово, селище            | 136                    | 74                     |